# Exogenität und Endogenität
In der Statistik und Ökonometrie ist es wichtig zwischen Exogenität und Endogenität zu unterscheiden, da man bei Nicht-Berücksichtigung zu verzerrten Ergebnissen kommen kann. Bei Vorliegen einer exogenen erklärenden Variablen spricht man von Exogenität und bei Vorliegen einer endogenen erklärenden Variable von Endogenität.

## Endogenität

Durch Endogenität hervorgerufene Verzerrung des KQ-Schätzers

Endogenität (von „endogen“) bedeutet in der Regressionsanalyse, dass ein Zusammenhang zwischen den erklärenden (unabhängigen) Variablen und der Störgröße besteht. Eine endogene erklärende Variable korreliert mit der Störgröße. Das heißt, dass die Kovarianz der erklärenden Variablen und der Störgröße ungleich null ist:
{\displaystyle \operatorname {Cov} (x_{ik},u_{i})\neq 0}
Es ist wichtig, dass möglichst keine Endogenität vorliegt, denn sonst sind die Schätzer inkonsistent, die Schätzung wird verzerrt. Um Endogenität zu prüfen, gibt es Endogenitätstests wie den Hausman-Spezifikationstest.

### Ursachen
- Verzerrung durch ausgelassene Variablen (engl. omitted variable bias): Verzerrung die durch Nicht-Berücksichtigung zumindest einer relevanten erklärenden Variablen induziert wird, die mit der berücksichtigten erklärenden Variable korreliert ist. Liegt es daran, dass relevante Variablen vernachlässigt wurden, spricht man von Unteranpassung, bei zu vielen erklärenden Variablen von Überanpassung.
- Simultane Kausalität, das heißt, wenn zur Beschreibung eines Zusammenhangs mehr als eine Gleichung benötigt wird, und dies zu feed-back-Mechanismen führt.
- Messfehler in der erklärenden Variable.
- Autokorrelation mit verzögerten endogenen Variablen.[1]

### Lösungsstrategien
Eine mögliche Abhilfe ist die Verwendung eines Schätzers im Modell mit festen Effekten in Verbindung mit Paneldaten. Weitere oft verwendete Techniken sind die Instrumentvariablenschätzung und die Regressions-Diskontinuitäts-Analyse.

## Exogenität
Exogenität bedeutet im Rahmen der Zeitreihenanalyse, dass eine Variable mit der anderen nicht rückgekoppelt ist. Eng mit dem Begriff der Exogenität ist die Kausalität verbunden. In Verbindung mit stochastischen Modellen gibt es drei Exogenitätskonzepte.

### Strenge Exogenität
Die strenge Exogenität bedeutet, dass die Beobachtungen einer Variable x zu jedem Zeitpunkt t unabhängig von den Realisierungen des Störgrößenvektors ist. Für nichtlineare Modelle oder Modelle mit rationalen Erwartungen ist strenge Exogenität anders zu definieren. Die strenge Exogenität erleichtert und vereinfacht die statistischen Inferenz der Modelle.

### Schwache Exogenität
Schwache Exogenität besagt, dass die Inferenz für eine gewisse Menge von Modellparametern auf die vorliegenden Realisierungen dieser Variablen ohne Informationseinbußen konditioniert werden kann. Für den Einsatz einer Schätzmethode für die Parameter eines Modells reicht es aus, wenn schwache Exogenität vorliegt. Schwache Exogenität folgt im DSE-Modell aus strenger Exogenität, wenn alle Parameter in der Verteilung von {\displaystyle x_{t}}-s überflüssige Parameter sind. Im Gegensatz zur strengen Exogenität, die für sich alleine getestet werden kann (z. B. Hausman-Spezifikationstest), kann die schwache Exogenität, die an bestimmte Parameter gebunden ist, nur in Verbindung mit anderen Hypothesen getestet werden.

### Superexogenität
Die Superexogenität ist im Zusammenhang mit der Lucas-Kritik zu sehen. Diese besagt, dass Wirtschaftssubjekte ihr Verhalten (z. B. gemessen an den Werten von Regressionsparametern) an die ökonomische Umwelt anpassen. Die Parameter sind auf eine durch Ausprägungen bestimmter Variablen beschriebene Umwelt konditioniert. Wenn die Ereignisse, an denen die Wirtschaftssubjekte ihr Verhalten ausrichten, exogen bestimmte Variablen (Politikvariablen) sind, so muss man diese Abhängigkeit der Parameter explizit modellieren. Superexogenität bedeutet nun, dass auf eine Variable die Lucas-Kritik nicht zutrifft.